# Космамбетов, Тулебек
Тулебек Космамбетов (каз. Төлебек Қосмамбетов; род. 5 июля 1947; Арыс, Казахская ССР, СССР) — казахстанский политический и общественный деятель, депутат Мажилиса Парламента Республики Казахстан ІI и IV созывов (1999 — 2011).

## Биография
Происходит из рода кулшыгаш племени конырат. Родился в 1947 году в городе Арысь. В 1967 году окончил Алматинский институт народного хозяйства по специальности инженер-экономист.
В 1993 году окончил академию народного хозяйства и государственной службы при Президенте РФ по специальности менеджер высшей квалификации. В 2001 году защитил учёную степень кандидата экономических наук, тема диссертации: «Стабилизация национальной финансовой системы (на примере Республики Казахстан)». С 1969 по 1971 годы — старший инженер-экономист ВЦ Госплана Казахской ССР.
С 1971 по 1981 годы — инструктор, заведующий Арысским горфинотделом. С 1981 по 1988 годы — заместитель заведующего Чимкентским облфинотделом.
С 1988 по 1992 годы — начальник Чимкентского областного отдела, областного управления социального обеспечения населения. С 1992 по 1998 годы — начальник управления, главного управления социальной защиты населения Южно-Казахстанской области.
С 1998 по 1999 годы — начальник управления по миграции и демографии Южно-Казахстанской области. С 1999 по 2011 годы — депутат Мажилиса Парламента Республики Казахстан ІI и IV созывов от избирательного округа № 67 Южно-Казахстанской области, член Комитета по финансам и бюджету Мажилиса Парламента Республики Казахстан, член депутатской группы Парламента Республики Казахстан «Енбек».

## Награды
- 2001 — Медаль «10 лет независимости Республики Казахстан»
- 2004 — Медаль «В ознаменование 100-летия железной дороги Казахстана»
- 2005 — Медаль «10 лет Конституции Республики Казахстан»
- 2006 — Медаль «10 лет Парламенту Республики Казахстан»
- 2006 — Орден Курмет за особые заслуги перед государством и активную общественную деятельность.[5]
- 2008 — Медаль «10 лет Астане»
- 2011 — Медаль «20 лет независимости Республики Казахстан»
- 2011 — Орден «Содружество» (МПА СНГ) за особый вклад в развитие парламентаризма, укрепление демократии, обеспечение прав и свобод граждан в государствах-участниках СНГ.[6]
- Награждён Почётной грамотой и Благодарственным письмом Президента Республики Казахстан и др.